# Здолбунівська гімназія
Здолбунівська гімназія — загальноосвітній навчальний заклад, який забезпечує навчання здібних та обдарованих дітей Здолбунівського району з поглибленим вивченням іноземних мов.
Кількість учнів — 403: з них:
- 88 учнів початкової школи;
- 315 учень гімназії.

Кількість класів — 18.
Кількість учителів — 45, з них 26 учителів вищої категорії та мають звання:
- «Заслужений учитель України»-1
- «Вчитель-методист» — 8
- «Старший учитель» — 10

Технічного персоналу — 12 працівників.
Навчально-матеріальна база включає 18 навчальних кабінетів, спортивний зал, бібліотеку, їдальню, два сучасних комп‘ютерних класи (24 комп'ютери) з вільним доступом до мережі Інтернет.
Гімназія забезпечує поглиблене вивчення іноземних мов за автентичними підручниками:
- англійська (1-11 класи)
- друга іноземна мова (за вибором) – німецька, французька (5-11 класи)
- польська мова (10-11 класи)

У гімназії діють:
- учнівське наукове товариство «Pro et Contra»
- ансамбль естрадної пісні «Краплинки»

Гімназія співпрацює з вищими навчальними закладами:
- Національним університетом «Острозька академія»
- МЕГУ (Міжнародний економіко-гуманітарний університет)
- РДГУ (Рівненський державний гуманітарний університет)
- Буковинським фінансово-економічним університетом Міжнародна співпраця
- Латвійський християнський коледж LCC (Латвія)
- Ліцей міста Рачьонж, школою селища Унєцк (Республіка Польща)
- Корпус Миру США в Україні

Гімназія видає шкільну газету «Фішка» [Архівовано 17 березня 2012 у Wayback Machine.]

## Історія
Історія Здолбунівської гімназії пов'язана з історією чеських поселенців на Волині. Волинські чехи були добре освічені: батьки піклувалися про своїх дітей, їхню освіту та знання чеської мови. Чеська громада дбала про розвиток шкільної справи. На початку XX століття у Здолбунові проживало більше 1000 чехів.
15 квітня 1917 року товариство Яна Амоса Коменського в Здолбунові постановило відкрити приватну чеську школу. 19 вересня 1917 року було найнято будинок під шкільне приміщення і 29 жовтня 59 учасників урочистих зборів ухвалили відкриття першої чеської школи в нашому місті.
Ініціаторами були шкільна комісія товариства Я. А. Коменського та чеський комітет.
Першим учителем і директором школи був призначений 14 жовтня 1917 року відповідальний у справах зв'язку чеських товариств у Росії Ламберт Єлінек.
Школа була урочисто відкрита 12 листопада 1917 року. Пожертви на школу в сумі 1117 рублів 50 копійок здійснили 117 осіб.
У чеській школі було 7 класів навчання, пізніше 8.
Навчання було платним, проте бідні сім'ї за навчання не платили.
У період перебування краю в складі Польщі плата становила 3—4 злотих на місяць.
Багато дітей доїжджали на навчання з навколишніх сіл, інколи вони були старшими за однокласників.
Для учнів було організовано харчування. Кожного ранку з села привозили молоко, а з місцевої пекарні В'ячеслава Харвата свіжі рогалики і булочки.
Це був сніданок для дітей. Заможні сім'ї сніданки оплачували, а бідні — ні.
Навчання учнів проводилось чеською мовою. Викладались такі предмети: математика, історія, географія, музика, слов'янські мови, німецька мова.
Директорами школи після Ламберта Єлінека були Люба Власакова та Антонін Масопуст.
Школою опікувався згаданий чеський комітет, потім з 1922 року — місцеве чеське товариство, від 1934 року і до другої світової війни — чеське місцеве товариство « Рідна чеська школа на Волині»
1934 — відкрита школа (5 класних кімнат, спортивний і актовий зал)
Викладалися предмети: чеська і польська мови, математика, історія, географія, музика, фізична культура
Вчителів — 5, учнів — 147
Для учнів організовано щоденне харчування (для малозабезпечених — безкоштовно)
Утримувалася школа за кошти чеської громади
8 лютого 1947 року школу передано радянській владі і створено школу з російською мовою викладання № 2
1930 року чеська громада м. Здолбунова вирішила побудувати нове триповерхове сучасне шкільне приміщення. Потреба у ньому виникла через велику кількість дітей, які бажали вчитися у чеській школі. 1934 року школу було вже відкрито, хоча деякі будівельні роботи продовжувалися і в наступних роках. У цих будівельних роботах брали участь і учні старших класів. Школа була збудована і утримувалася на пожертви чеських громадян та членів товариства Я. А. Коменського. На прохання товариства директор нової школи прибув з Праги. Ним був призначений Йозеф Косек. Учні навчалися шість днів на тиждень. Навчання починалося о 8 годині. Кожного дня було по 3 — 4 уроки. Урок тривав 45 хвилин, перерва — 10 — 15 хвилин. Навчальний рік розпочинався 1 вересня і тривав до кінця червня. Вчителями школи у 1936 році були Лєшнєр Володимир (викладав історію та математику), Горак Еміл (викладав польську мову, історію, географію), Йозеф Косек (викладав чеську мову), Кржіжкова Анна (викладала музику). Більшість учнів школи були членами добровільної спортивної організації «Сокіл», яка діяла при кожній чеській школі на Волині. Керівника організації називали начальником, а члени організації звертались один до одного брат, сестра. Заняття проводилися двічі на тиждень. Учні мали змогу займатися гімнастикою, легкою та важкою атлетикою. Діти ретельно готувалися до спортивних змагань, які щорічно на свято Трійці проводилися в одній з чеських шкіл. Спортсмени Здолбунова виїжджали на змагання в Квасилові, Мирогощі, Семигранах, Дубні, Страклові.
1940 року чеська школа мала 5 класних кімнат, 1 підготовчий клас (7 учнів), 7 класів, в яких навчалося 147 учнів. З них 1 перший клас (25 учнів), 1 другий клас (15 учнів), 1 третій клас (19 учнів), 1 четвертий клас (25 учнів), 3 п'ятих класи (60 учнів). У школі було 2 учителі 1 — 4 класів та 3 учителі 5 — 8 класів.
Під час німецької окупації навчання в школі не проводилось, а в приміщені шкільного актового залу (тепер спортзал) розміщувався клуб чеського місцевого товариства.
Після Йозефа Косека директором школи стала Анна Кржіжкова (Вознякова), яка після рееміграції волинських чехів до ЧССР 8 лютого 1947 року передала шкільне приміщення радянській владі.
За 30 років існування чеської школи її відвідувало близько 2000учнів.
У 1949 році у приміщення чеської школи перевели семирічну школу № 2 з російською мовою навчання.
До семирічної школи відносився філіал, що розміщувався в будинку інвалідів по вул.8 березня, в якому у початкових класах навчалися діти-інваліди. Директором школи був Бобков Анатолій Григорович, заступником — Граб Параска Йосипівна.
У 1951 році він розрахувався і директором було призначено випускника Воронезького університету Морщагіна Віктора Пилиповича.
Морщагін В. П., відпрацювавши 3 роки (як було передбачено законом), взяв відкріплення і повернувся на Батьківщину.
З 1949 по 1954 роки школа була семирічною. Учні, які закінчили семирічну школу продовжували навчання у Здолбунівській залізничній школі № 5 з російською мовою навчання. 1954 року на численні прохання батьків та на основі клопотання обласного відділу народної освіти рішенням Ради Міністрів УРСР школу реорганізували в середню школу № 2 з російською мовою навчання.
У серпні 1954 року наказом облвно директором школи було призначено Граб П. Й., яка до виходу на пенсію пропрацювала директором школи 22 роки. За час її роботи заступниками були Моісеєва Ірина Іванівна (1954—1959), Хабатюк Віктор Олексійович (1959—1963), Павлова Тамара Миколаївна (1963—1966), Ольшевський Олександр Миколайович (1966—1988).
У 1957 році ввели новий предмет — трудове навчання, і з ініціативи вчителя трудового навчання Кородзієвського В. М. у 1958 році силами учнів та їх батьків було побудовано майстерню на 2 відділи — слюсарну та столярну. Обладнання для майстерні надали безкоштовно шефи виробничого об'єднання «Цемремонт». У цьому ж році відбувся перший випуск СШ № 2.
Всього був 21 випускник, медалістів не було. Кількість учнів з кожним роком збільшувалася. Восьми класних кімнат уже не вистачало для задоволення потреб школи. Доводилось орендувати приміщення у райвійськкоматі та підприємстві «Укрцемремонт», яке вело шефство над школою з 1956 року. За клопотанням батьківського комітету школи, районної ради народних депутатів було прийнято рішення керівними органами про добудову 12 класних кімнат. Будівництво почалося у жовтні 1961 року, йшло швидкими темпами і в серпні 1962 року було закінчено.
1962—1963 навчальний рік школа розпочала у новому приміщенні, яке нараховувало 22 класні кімнати. Середня наповнюваність класів становила 30 — 35 учнів. Учительський колектив мав тісні зв'язки з громадськими організаціями, установами з питань покращення матеріальної бази школи та виховної роботи — підготовка школи до нового навчального року, проведенні походів, екскурсій, вечорів відпочинку, роботі гуртків, художньої самодіяльності.
У 1969 році в школі був організований хор з числа учителів і батьків, який у 1971 році на обласній олімпіаді посів 1 місце.
У 1976 році директором був призначений Терещенко Віктор Арсенович за фахом математик, а викладав історію. У 1992 році у зв'язку з хворобою Терещенко В. А. перейшов на вчительську роботу, а школу прийняв Брудновський Віталій Степанович за фахом учитель української мови та літератури.
26 жовтня 1994 року, розглянувши лист, що надійшов від Ради загальноосвітньої школи ІІІ ступеня № 2, школі надано статус української, а перші класи з українською мовою навчання почали функціонувати ще у 1992 році. За час існування школи 3 вчителі в були удостоєні урядових нагород. Заслуженими вчителями України стали Гришаєва Н. В., Граб П. Й., Глагов'як Н. Ю.
У 1995 році школу було реорганізовано у гуманітарну гімназію з поглибленим вивченням іноземних мов № 2. Протягом останніх років заклад декілька раз перейменовували, і у 2007 році заклад назвали Здолбунівська гімназія.
У гімназії вивчаються англійська, німецька, французька та польська мови.